# ゲノム薬理学

一塩基多型(SNP)は薬物の作用に影響をおよぼすことがある。

ゲノム薬理学(―やくりがく、Pharmacogenomics,PGx)とは医薬品の作用に患者個人の遺伝的性質がどのように関与するかを研究する学問領域である。日米EU医薬品規制調和国際会議(ICH)では薬物応答と関連するDNA及びRNAの特性の変異に関する研究であると定義されている。近年ゲノム科学が大きく進歩し、2003年にはヒトゲノムの解読が完了した。遺伝子には各個人によって若干の差があり、遺伝子多型と呼ばれる。中でも注目されているのが一塩基多型(SNP)と呼ばれる形式の多型であり、全ゲノム中において非常に数が多いため、薬物反応性や疾患罹患性についても何らかの関与をしているのではと期待されている。ある遺伝子の変異が薬効に影響を与えることが分かれば、患者に薬物を投与する前に遺伝子を調べることでその患者の体質に合わせた投与量に調節することができ、有効かつ安全な薬物治療を行うことができるようになる。これはいわゆる個別化医療と呼ばれるものであり、特に薬物の体内動態に影響を及ぼす薬物代謝酵素や薬物トランスポーターなどをコードする薬物動態(PK)関連遺伝子や薬力(PD)関連遺伝子の解析が進められている。

## 参照
ゲノム
- 遺伝薬理学
- Toxicogenomics
- Clinomics
- 遺伝子工学
- 人口グループ生物医学
- Toxgnostics